# MIUI
MIUI (viết tắt của MI User Interface) là giao diện người dùng tùy biến dựa trên hệ điều hành Android của Google, chạy trên các điện thoại thông minh và máy tính bảng của Xiaomi và Redmi (thương hiệu con của Xiaomi). MIUI phát âm như là "Me You I", một cách chơi chữ viết tắt MIUI bao gồm nhiều tính năng mở rộng, hỗ trợ giao tiếp với các thiết bị chạy MIUI khác cũng như tùy biến giao diện.
Do điện thoại Android bán tại Trung Quốc không được phép sử dụng các dịch vụ của Google, nên bản ROM MIUI của Xiaomi sẽ có hai phiên bản Nội địa và Quốc tế cùng lộ trình cập nhật khác nhau. Xiaomi hỗ trợ cập nhật MIUI lên tới 4 năm cho các thiết bị đã bán ra của hãng. 
Ngoài ra, Xiaomi cũng bán ra các dòng điện thoại thông minh chạy giao diện gốc không tùy biến Android One (bắt đầu với chiếc Xiaomi Mi A1, ra mắt tháng 9 năm 2017). Tuy nhiên, vì gặp phải một số vấn đề về cập nhật phần mềm dẫn đến nhiều thiết bị của họ nhận các bản cập nhật chậm trễ, Xiaomi chính thức rút khỏi dự án Android One từ tháng 8 năm 2020.
Ngoài việc hỗ trợ điện thoại thông minh và máy tính bảng của họ, Xiaomi cũng cho phép cài đặt các bản MIUI tùy biến lên các điện thoại thông minh Android của Redmi (thương hiệu con) và các hãng khác như Samsung, Sony, HTC, Gionee, OnePlus, Google Pixel và Nexus.
Vào ngày 24 tháng 2 năm 2016, Xiaomi thông báo rằng bản ROM MIUI đã được sử dụng bởi hơn 160 triệu người trên toàn thế giới, với hơn 678 thiết bị cầm tay thông minh được hỗ trợ.

## Phát triển
Các bản ROM MIUI đầu tiên được dựa trên Android Froyo 2.2.x và mã nguồn CyanogenMod 6, bước đầu chỉ được phát triển, xây dựng bằng tiếng Trung Quốc, bởi những người sáng lập ra Xiaomi Tech. Họ thêm cho MIUI một số ứng dụng đặc thù, như Ghi chú, Sao lưu, Nhạc, và Thư viện ứng dụng.

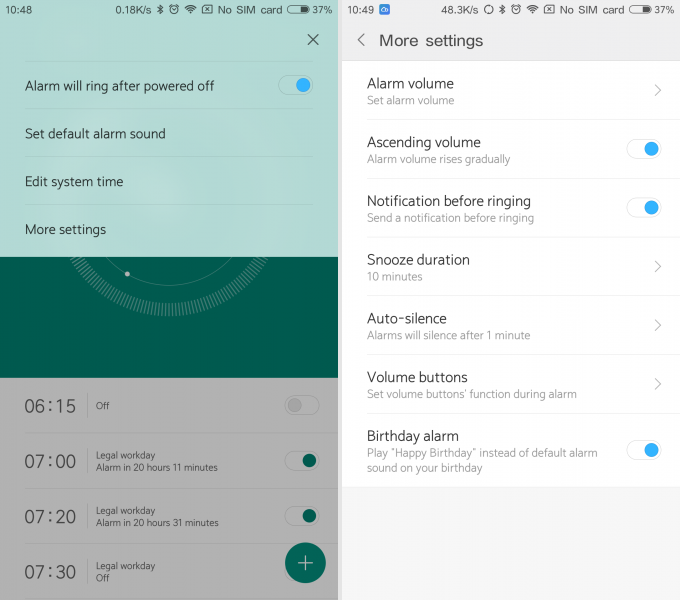
Giao diện MIUI 3

Các bản cập nhật thường được cung cấp thông qua OTA vào mỗi Thứ sáu.  Sau đó MIUI được biên dịch sang các ngôn ngữ khác và phát hành dưới dạng các bản ROM không chính thức bởi các nhà phát triển độc lập.

### MIUI và Dịch vụ Google Play
Do chính phủ Cộng hòa Nhân dân Trung Hoa cấm các dịch vụ của Google tại Trung Quốc đại lục, các điện thoại và máy tính bảng Xiaomi bán ra phải sử dụng các ứng dụng thay thế và kho ứng dụng Mi App Store riêng thiết kế cho thị trường nội địa. Tuy nhiên, khi Xiaomi phát triển vươn ra thế giới, họ phải tích hợp Google Play Services vào điện thoại của mình (MIUI Global) với các ứng dụng Google tương tự các điện thoại Android của đối thủ. MIUI Global được chứng thực và cấp quyền sử dụng Google Play Services bởi Google.
Có một số mẫu điện thoại chỉ được Xiaomi bán ra tại thị trường Trung Quốc, chúng xuất hiện ở các thị trường khác theo đường xách tay và phải trải qua các bước unlock để chạy được Google Play Services cùng ngôn ngữ tại thị trường đó (do bản MIUI nội địa chỉ có tiếng Trung Quốc và tiếng Anh).

### Diễn đàn MIUI và Mi Community
MIUI thu hút rất nhiều các nhà phát triển độc lập với niềm đam mê công nghệ, họ thường xuyên trao đổi và tự viết cho mình các bản ROM MIUI tùy biến và tung lên các diễn đàn MIUI. Tại Việt Nam, công đồng Mi (Mi Community) khá sôi động và có nhiều hoạt động vì cộng đồng.

## Các vấn đề

### Độc quyền
Nhân kernel của MIUI là độc quyền, và vi phạm GPL của nhân kernel của Linux. Sau những chỉ trích, nhân kernel của MIUI buộc phải được công khai và đăng lên GitHub vào ngày 25/10/2013.  Mã nguồn kernel của một số mẫu máy. bao gồm Xiaomi Mi3, Mi4, MiNote, và Redmi 1S được phát hành vào tháng 3 năm 2015.

### Giao diện người dùng
MIUI đã bị chỉ trích nặng nề vì sao chép giao diện hệ điều hành iOS của Apple, cũng như TouchWiz UI của Samsung, khi loại bỏ khay ứng dụng như Android gốc và mang hết các ứng dụng lên màn hình chính, màn hình quay số và biểu tượng ứng dụng tương tự như iOS. Tuy nhiên từ phiên bản MIUI 9, giao diện của MIUI dần chuyển sang giống với Android 9 Pie.

### Công cụ diệt virus vô dụng
Kể từ MIUI V4 (dựa trên Android Ice Cream Sandwich và Jelly Bean), Xiaomi đã tự ý thêm một công cụ quét virus từ công ty đối tác Tencent (trước đây là từ Kingsoft), mặc cho sự phản đối của nhiều người dùng. Phương pháp loại bỏ công cụ này khỏi điện thoại được đăng trên diễn đàn MIUI Trung Quốc vì công cụ diệt virus này hoàn toàn vô dụng và chạy ngầm gây lãng phí tài nguyên của máy.

### Loại bỏ các dịch vụ của Google
Cũng trong quá trình phát triển của MIUI V4, Xiaomi bắt đầu loại bỏ các dịch vụ của Google trong các bản ROM của họ, vì chính sách của chính phủ Trung Quốc bất đồng với Google. Chính phủ Trung Quốc đã chặn truy cập vào tất cả các dịch vụ của Google ở Trung Quốc đại lục, và tất cả các điện thoại dành cho thị trường Trung Quốc không được cho phép cài đặt các dịch vụ của Google.
Với phiên bản MIUI V5, gần như tất cả các dịch vụ của Google đã được gỡ bỏ trong các bản ROM nội địa.

## Lịch sử phiên bản
| Phiên bản MIUI                               | Phiên bản Android                 | Phiên bản thử nghiệm cuối cùng              | Ngày phát hành       | Phiên bản ổn định cuối cùng | Thay đổi đáng chú ý |
| -------------------------------------------- | --------------------------------- | ------------------------------------------- | -------------------- | --------------------------- | --- |
| Phiên bản cũ, không còn được hỗ trợ: MIUI V1 | Lên đến Android 2.1 Eclair        | Phiên bản cũ, không còn được hỗ trợ: 0.8.16 | 16 tháng 8 năm 2010  |                             | Lần phát hành đầu |
| Phiên bản cũ, không còn được hỗ trợ: MIUI V2 | Lên đến Android 2.3.6 Gingerbread | Không xác định                              | Không xác định       |                             | Thiết kế lại giao diện người dùng |
| Phiên bản cũ, không còn được hỗ trợ: MIUI V3 | 2.3.x                             | Phiên bản cũ, không còn được hỗ trợ: 2.4.20 | Không xác định       |                             | Thiết kế lại giao diện người dùng |
| Phiên bản cũ, không còn được hỗ trợ: MIUI V4 | 4.0.x – 4.1.x                     | Phiên bản cũ, không còn được hỗ trợ: 3.2.22 | Không xác định       | ICS24.0                     | Thêm phần mềm diệt virus |
| Phiên bản cũ, không còn được hỗ trợ: MIUI V5 | 4.1.x – 4.4.4                     | Phiên bản cũ, không còn được hỗ trợ: 4.12.5 | 1 tháng 3 năm 2013   | 22.0                        | Tất cả các Dịch vụ của Google đã được gỡ bỏ trong Phiên bản Trung Quốc |
| Phiên bản cũ, không còn được hỗ trợ: MIUI 6  | 4.4.2 – 5.0.2                     | Phiên bản cũ, không còn được hỗ trợ: 5.8.6  | 29 tháng 8 năm 2014  | 6.7.2.0.LXIMICH             | Thiết kế lại giao diện người dùng |
| Phiên bản cũ, không còn được hỗ trợ: MIUI 7  | 4.4.4 – 6.x                       | Phiên bản cũ, không còn được hỗ trợ: 6.5.26 | 13 tháng 8 năm 2015  | 7.5.x.x                     | Khóa bootloader trên các thiết bị cũ |
| Phiên bản ổn định hiện tại: MIUI 8           | 4.4.2 – 7.1.1                     | 7.7.20                                      | 16 tháng 6 năm 2016  | 8.5.10.0                    | Thay đổi nhỏ về giao diện, thêm không gian thứ hai và nhân bản ứng dụng |
| MIUI 9                                       | 4.4.2 – 8.1.0                     | 8.5.24                                      | 10 tháng 8 năm 2017  | 9.6.5.0                     | Chia đôi màn hình. Silent mode mới |
| Phiên bản ổn định hiện tại: MIUI 10          | 6.0 – 10.0                        | 9.9.6                                       | 19 tháng 6 năm 2018  | 10.4.5.0                    | Màn hình đa nhiệm mới, trợ lý ảo Mi AI |
| MIUI 11                                      | 7.0 – 10.0                        | 20.1.x                                      | 22 tháng 10 năm 2019 | 11.0.15                     | Dark Mode mới. Bộ giao diện icon thiết kế lại, font chữ mới |
| MIUI 12                                      | 9.0 – 10.0 (11.0 sắp có)          | 12.0.4.0                                    | 27 tháng 4 năm 2020  | 12.0.1                      | - Các thiết bị chạy Android Oreo hoặc trở xuống . - Chế độ tối 2.0 - Cử chỉ và hình ảnh động mới (Hình ảnh động mượt mà hơn) - Biểu tượng mới - Bóng thông báo mới - AI trợ giúp cho các cuộc gọi (trả lời tự động) - Hình nền siêu cấp (Phóng to hành tinh từ luôn hiển thị sang Màn hình khóa đến Màn hình chính) - App Vault lần đầu tiên - Tập trung hơn vào quyền riêng tư - Quyền 1 lần cho vị trí, danh bạ, v.v. trong các ứng dụng của bên thứ ba - Đã thêm cửa sổ nổi - Đã thêm trình tiết kiệm pin cho phiên bản toàn cầu - Đã thêm Chế độ Lite - Đã thêm hộp công cụ video. - Hoạt ảnh dấu vân tay mới - Máy ảnh và bộ lọc thư viện mới - Kho ứng dụng được thiết kế lại |

### MIUI 12
Xiaomi ra mắt MIUI 12 vào ngày 27/04/2020 tại Trung Quốc, là một phiên bản kỷ niệm 10 năm giao diện người dùng nên sẽ mang trên mình nhiều nâng cấp về thiết kế, giao diện lẫn tính năng, bao gồm:
1. Giao diện tối giản, các Animation đã được bổ sung
2. Chế độ Global Dark Mode 2.0 được ra mắt, giúp khả năng tối toàn hệ thống bao gồm các app chưa có dark mode
3. Hiệu ứng siêu hình nền
4. Hệ thống điều hướng cử chỉ mới
5. Trang bị tính năng bảo mật được gọi là Flare, Barbed Wire và Mask System
6. AI Calling (Gọi điện thông minh dành cho người khiếm thính
7. Nâng cấp tính năng theo dõi sức khỏe, giấc ngủ, theo dõi vận động
8. Thanh điều hướng cử chỉ mới
9. Hệ thống thông báo mới
10. Giao diện camera đã được thay đổi lại
11. Có thể xem lại các ảnh đã xóa trong khoảng thời gian 30 ngày

Và còn rất nhiều tính năng hay trên MIUI 12, các bạn hãy nâng cấp và cùng trải nghiệm nhé